# Qarshi

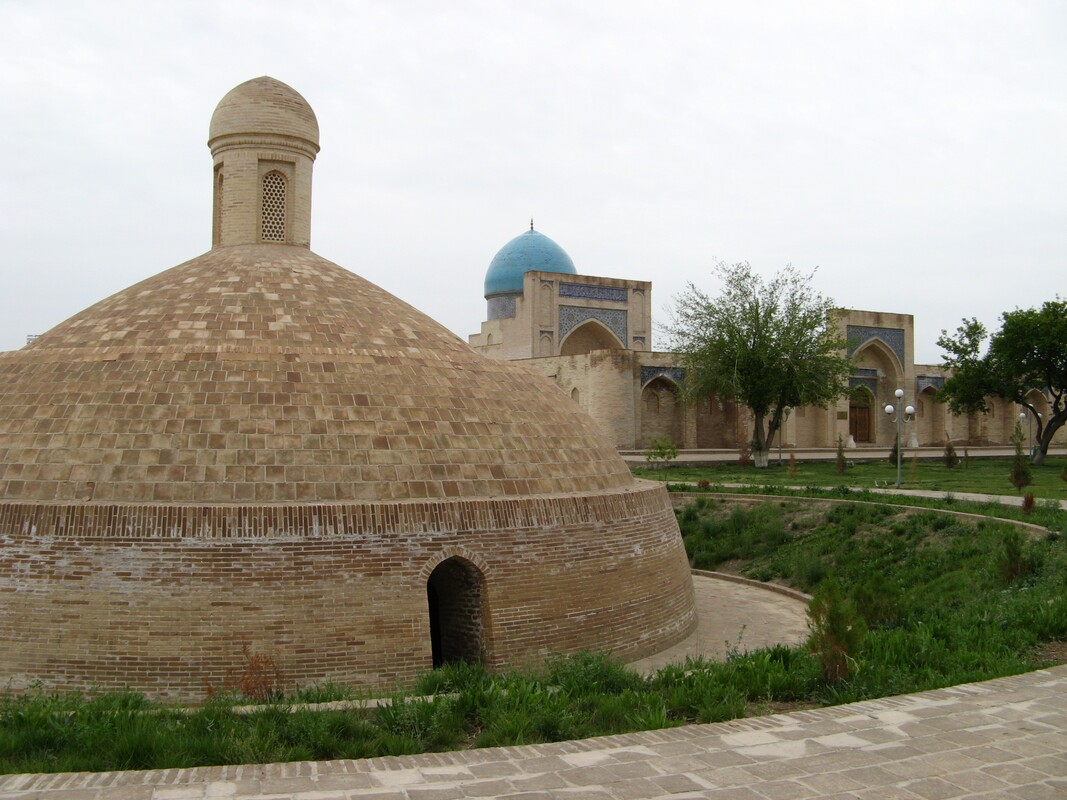
Mesquita de Odiná (cisterna en primer pla)

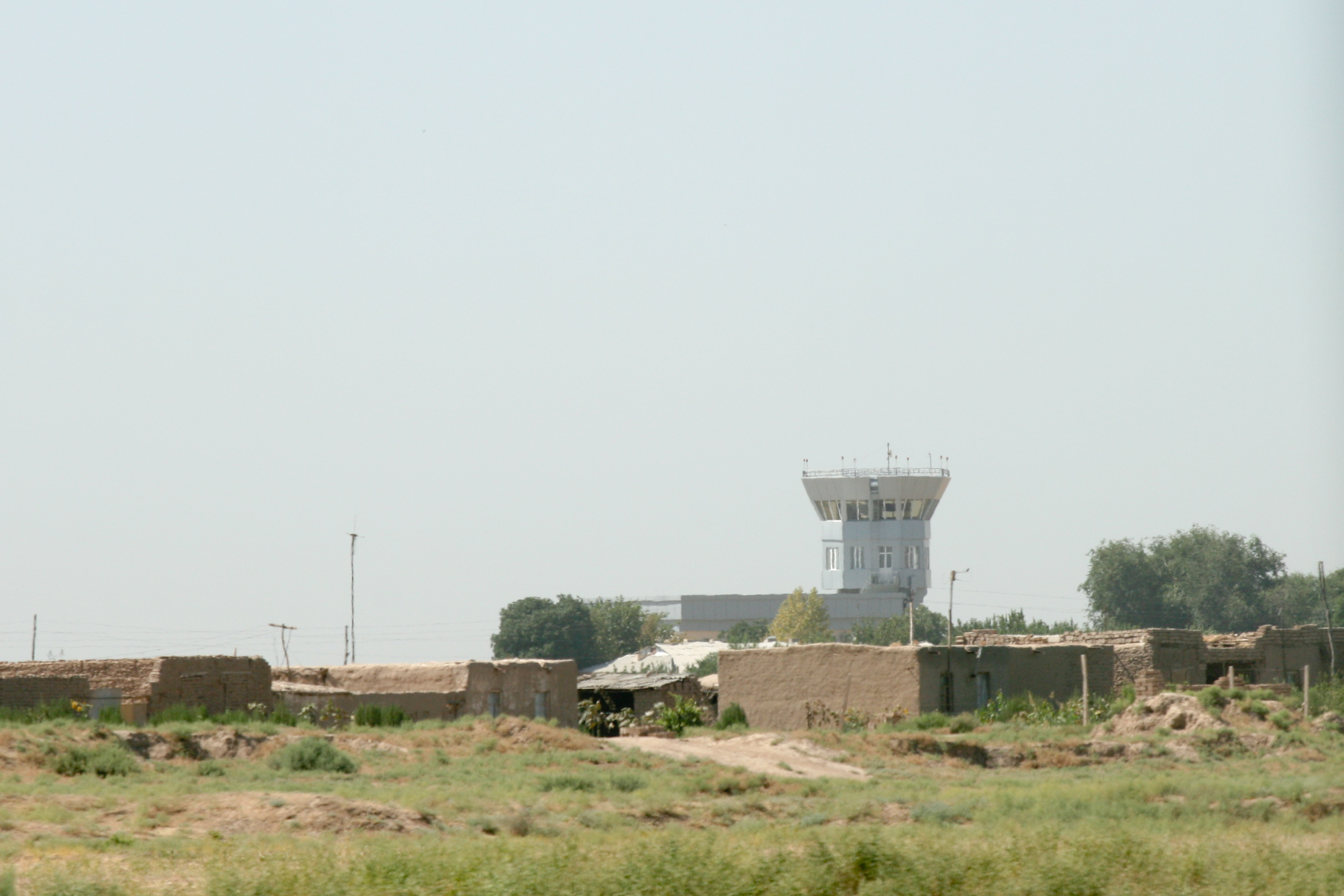
Base aèria

Qarshi (uzbek: Qarshi / Қарши; persa: نخشب Nasaf; mongol: Харш; rus: Карши; sogdià Nakhshab) és una ciutat del sud de l'Uzbekistan, capital de la província de Qashqadaryo. Al cens del 1999, consta amb una població de 197.600 habitants, per la qual cosa actualment supera amb escreix els 200.000. Produeix gas i estores. Les ruïnes de la ciutat antiga amb la vella fortalesa es troben al turó de Shulluk Tepe i les ruïnes de la fortalesa nova estan a Kala-yi Zahak-i maran, a uns 3 km al sud-est del centre de la ciutat. Altres llocs interessants en són la madrassa de Khoja Adbul Aziz, avui museu regional, la madrassa Rabiya Madrassah per a dones (del segle XIX), la mesquita Kok Gumbaz, del segle xvi i el gran monument als caiguts en l'anomenada "Gran Guerra Pàtria" (II Guerra mundial).
Estava situada a la vall de Kashka-Darya que va paral·lela al sud de Zarafshan (riu de Samarcanda), fins a l'Amudarià (al qual no arriba, ja que es perd a l'arena). Era una població en la ruta Bukharà-Balkh (a 14 dies de camí de la primera i 8 de la segona). Tenia una ciutadella, i un barri, i el riu passava pel mig de la vila. La ciutadella ja estava en ruïnes al segle x. Els mongols de Genguis Kan hi van tenir els seus campaments d'estiu després del 1220. Kebek Khan (1318-1326) i Kazan Khan (2346-1347) kans de Txagatai, hi van construir palaus i la ciutat va prendre el nom de Karshi o Qarshi, que vol dir 'Fort', i va servir de fet com a capital durant el seu govern. Aquestos palaus van fer desplaçar la ciutat cap al sud del riu.
Avançat el segle xiv, fou eclipsada per Kish (lloc de naixement de Tamerlà), coneguda també com a Shar-e Sabz, a 3 dies de camí cap al nord. En aquest temps, es va construir la nova fortalesa per ordre de Tamerlà, que ocupa el lloc de la moderna ciutat. Aquesta fortalesa va resistir els atacs de Muhammad Shaybani (1500-1510) i del shibànida Abd Allah II Khan (1557-1598) el 1558. Al segle xviii, sota autoritat del kan de Bukharà, va començar a prosperar en perjudici de Kish. Al segle xix, era residència de l'hereu de l'emirat de Bukharà i tenia 10 caravanserralls, 4 madrasses i una doble muralla. La veïna vall de Zarafshan va passar a Rússia el 1868 i, el 1873, Bukharà va esdevenir protectorat rus per un tractat signat en aquesta ciutat; el fill de l'emir, Abdul Malik, es va revoltar a la rodalia. El 1920, era la segona ciutat de l'emirat de Bukharà (conegut com a kanat de Bukharà), amb uns 65.000 habitants.
En els anys setanta del segle xx, els soviètics van fer un gran projecte d'irrigació amb aigua de l'Amudarià. El cultiu principal n'és el cotó.